# Couvent de Rietberg
Le couvent de Rietberg (Kloster Rietberg) est un ancien couvent franciscain situé à Rietberg en Rhénanie-du-Nord-Westphalie (Allemagne).

## Historique
Après que le comté de Rietberg eut embrassé le protestantisme, pendant soixante-dix ans, le catholicisme est à nouveau permis à partir de 1610. Les jésuites s'y installent en mission. Le comte Jean III de Rietberg fonde, avec son épouse Sabina Catharina, en 1618 le couvent franciscain de Rietberg, pour affermir la foi catholique dans le comté. La fin des travaux de construction a lieu en 1621. Des bâtiments supplémentaires sont érigés en 1726 au sud de l'église conventuelle.
Les frères mineurs conventuels quittent le couvent en 1969 qui est acquis par la Jugendwerk Rietberg (œuvre de la jeunesse de Rietberg), le 1er juillet 1969. L'église est toujours ouverte au culte.

## Église Sainte-Catherine

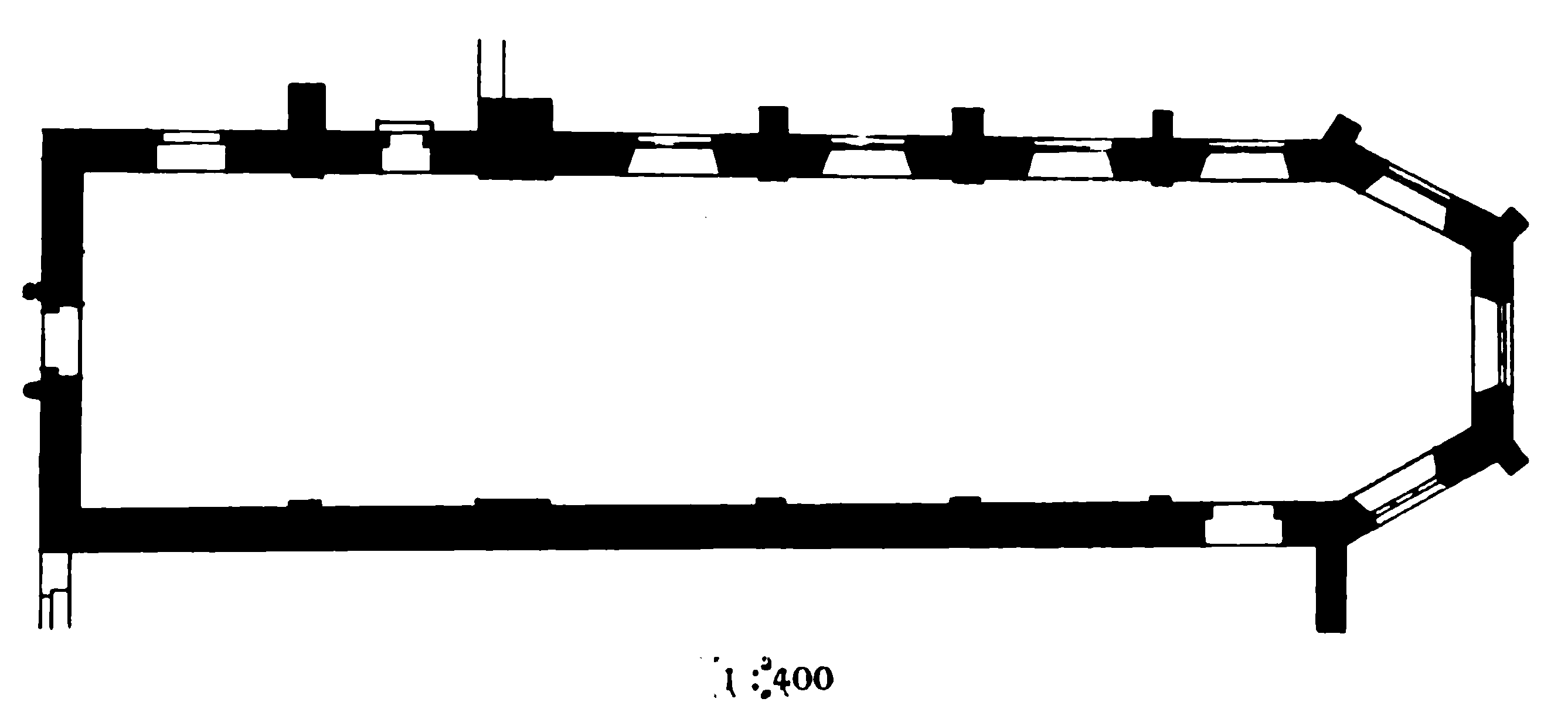
Plan de l'église Sainte-Catherine

La première pierre est bénite en 1618 et l'église consacrée le 15 novembre 1629 par Mgr Johannes Pelcking O.F.M.Conv., en l'honneur de sainte Catherine. Trois autels Renaissance s'y trouvent, ornés de sculptures et de bas-reliefs de saints. Le maître-autel date de 1629.
L'église-halle souffre d'un incendie en 1935. Sa dernière campagne de restauration date de 2007.

## Orgue
L'orgue de l'église date de 1747. Le doute subsiste quant à l'identité du facteur d'orgue qui pourrait être Adolph Cappelmann de Geseke ou bien Johann Patroclus Möller de Lippstadt. L'instrument compte au départ vingt-deux registres, deux registres manuels et un pédalier. L'orgue est réaménagé en 1850 par Bernhard Speith de Rietberg et agrandi autour d'un pédalier libre, tandis que les tuyaux sont rénovés. Le sommier est modernisé en 1927. L'instrument est reconstruit en 1991. Il a désormais vingt-neuf registres.

## Cloches
Le clocheton de l'église possède deux cloches. La plus ancienne des deux porte l'inscription in honora dei b. mariae f.s. cathr. me fieri fecitis 1697 maria ernest francisca fries orien et ntb comitis ... rennevat sub guward r herronimo rawenstein anno 1732.

## Notes et références

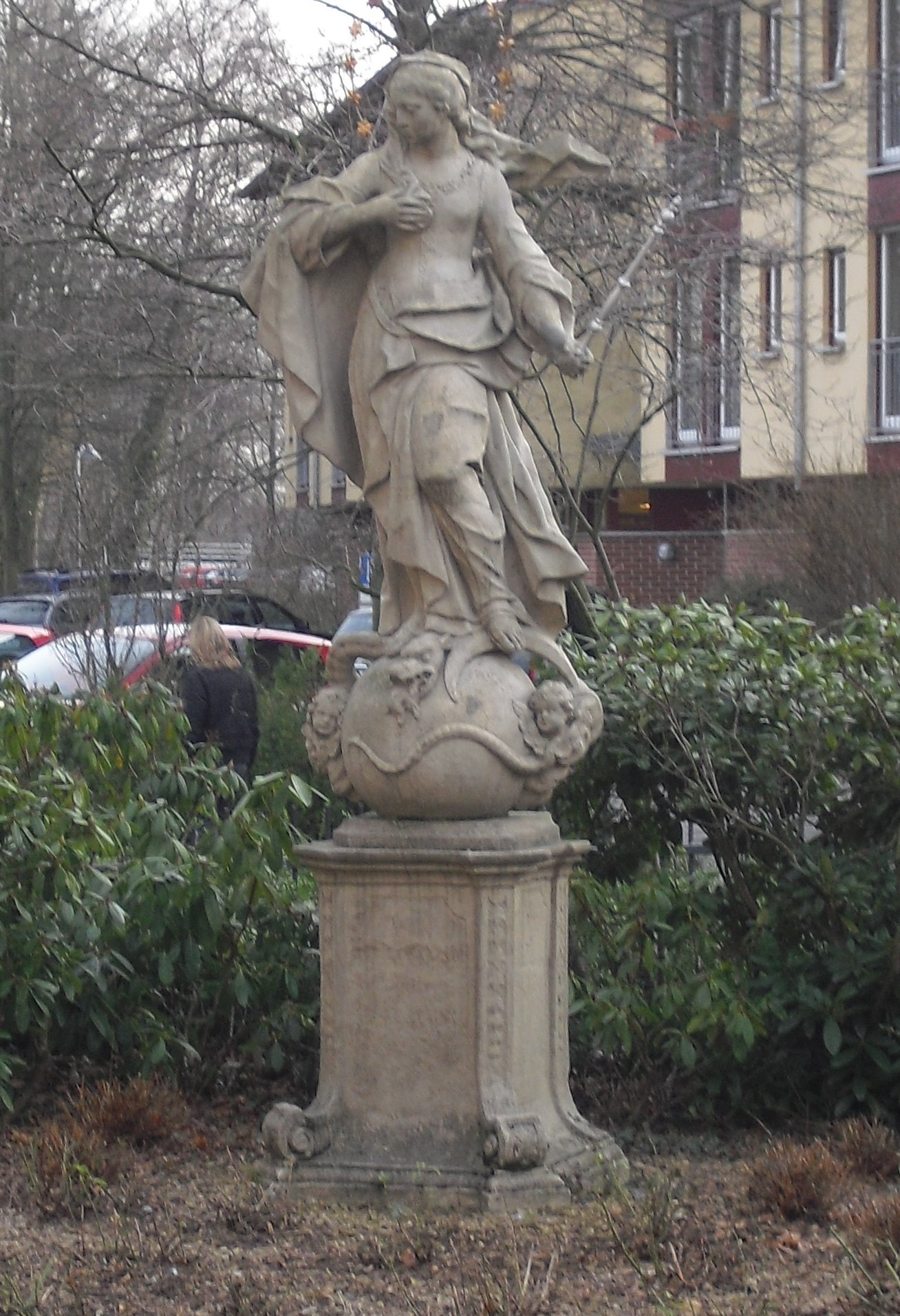
Statue de l'Immaculée Conception devant l'église

## Source
- (de) Cet article est partiellement ou en totalité issu de l’article de Wikipédia en allemand intitulé « Kloster Rietberg » (voir la liste des auteurs).